# Станкявічюс Антанас Петрович
Антанас Петрович Станкявічюс (28 жовтня 1941, Маріямполе — 20 лютого 1997) — радянський футболіст, нападник або півзахисник.

## Спортивна кар'єра
Шлях професійного футболіста розпочинав у вільнюських командах «Спартак» і «Жальгіріс». Строкову військову службу проходив в армійських клубах Одеси, Москви і Львова. Після демобілізації захищав кольори українських колективів з Донецької області: «Шахтар» (Донецьк), «Металург» (Жданов) і «Шахтар» (Макіївка). Всього у вищій лізі чемпіонату СРСР провів 165 матчів (31 гол), у кубку — 10 матчів

## Статистика
| Команда               | Д-1  | Д-1  | Д-2  | Д-2  | Д-3  | Д-3  | Кубок | Кубок |
| Команда               | Ігри | Голи | Ігри | Голи | Ігри | Голи | Ігри  | Голи  |
| --------------------- | ---- | ---- | ---- | ---- | ---- | ---- | ----- | ----- |
| «Жальгіріс» (Вільнюс) | 69   | 14   | 2    | 0    | —    | —    | 2     | 0     |
| СКА (Львів)           | —    | —    | —    | —    | 27   | 15   | 1     | 0     |
| ЦСКА (ЦСКА)           | 2    | 2    | —    | —    | —    | —    | 1     | 0     |
| СКА (Одеса)           | 20   | 2    | —    | —    | —    | —    | —     | —     |
| «Шахтар» (Донецьк)    | 74   | 13   | —    | —    | —    | —    | 3     | 0     |
| «Металург» (Жданов)   | —    | —    | 31   | 10   | 70   | 9    | 3     | 0     |
| «Шахтар» (Макіївка)   | —    | —    | —    | —    | 14   | 0    | —     | —     |
| Всього за кар'єру     | 165  | 31   | 33   | 10   | 111  | 24   | 10    | 0     |